# San Javier (Santa Fe)
San Javier es un municipio y ciudad del departamento San Javier, en la provincia de Santa Fe, Argentina, la ciudad es cabecera de dicho departamento y se localiza 156 km al norte de la ciudad capital Santa Fe, por la Ruta Provincial 1 y Ruta Nacional 11 con intersección por Ruta Interdepartamental 39.
Es una de las ciudades más antiguas y data desde 1743. Se destaca por la fuerte presencia de emprendimientos turísticos y en el ámbito productivo, es una de las localidades con mayor superficie de hectáreas sembradas de arroz dentro de la provincia de Santa Fe. Se localiza sobre el río San Javier, sobre la planice aluvial del Río Paraná. 

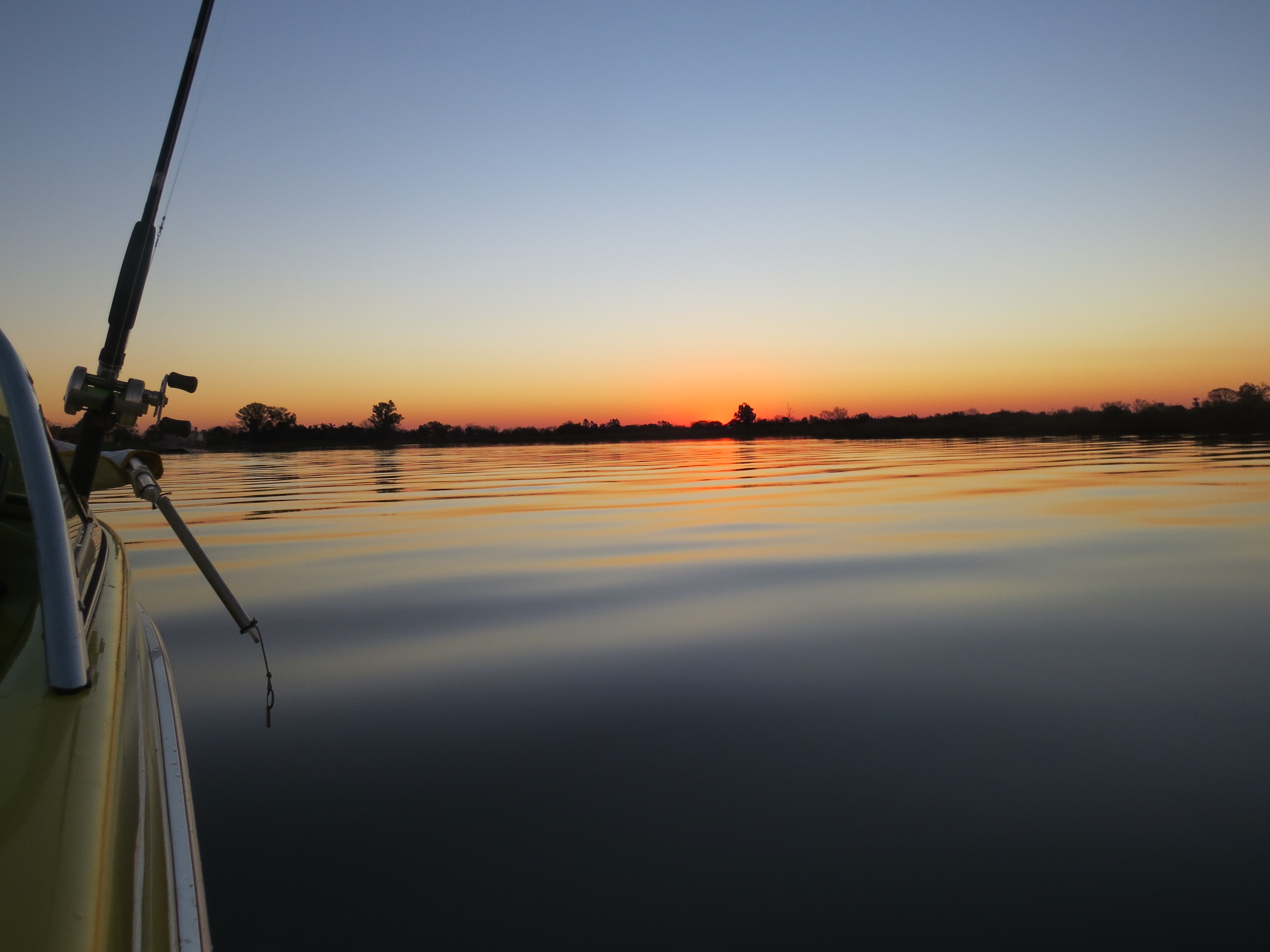
Pesca deportiva en el Rio San Javier

## Historia
San Javier nace como una reducción de pueblos originarios Mocovíes, con el paso del tiempo esta fue trasladada cinco veces hasta llegar a su emplazamiento actual. A partir del contacto hispano-indígena, y especialmente desde el siglo XVIII, la
vida en la ciudad de Santa Fe era sobresaltada en forma permanente por el ataque de los Mocovíes. Esta situación hizo que el gobernador Francisco Echagüe y Andía, entrara en conversación con los Jesuitas, y con los principales caciques de dicha etnia como ser Ariacaiquín de la nación Mocoví, y más tarde el cacique Citalín, Aletín para fundar la Reducción de San
Francisco Javier, haciendo de esta un espacio estratégico de colonización en la frontera Chaco austral donde misioneros jesuitas, mercedarios y franciscanos desarrollaban funciones de evangelización y mediación, en un permanente
clima de violencia interétnica.
La reducción en sus primeros años estaba a cargo de los padres jesuitas Gerónimo Núñez y Francisco Burges. En 1752 arribó el padre Florián Paucke quien le dio un inusitado vigor y desarrollo a la reducción. El padre logró la confianza de los originarios y les enseño diversas ocupaciones, artes y oficios, lo que significó una transformación significativa del lugar y del modo de vida. 
Luego de los Jesuitas (1743 – 1767), la reducción estuvo a cargo de la Orden de los Mercedarios (1768 – 1808) y, a partir de 1812, pasó a manos de los Padres Franciscanos hasta 1912. En 1866, el Gobernador de la Provincia, Nicasio Oroño, proclama la Ley de Tierras, procurando transformar al indígena reducido en colono, a la vez que se crea el Pueblo y Colonia Indígena de San Javier. El Padre Hermete Constanzi, conocido defensor de los pueblos originarios, insistió ante los sucesores de Oroño para que cumplieran lo prometido: darle la real propiedad de la tierra a los indios, cuestión que en muy pocos casos se hizo. Mientras tanto San Javier crecía, superaba los 3.000 habitantes y con ello aparecieron las primeras instituciones.
Junto al avance del pueblo creció el descontento del aborigen, debido a numerosas situaciones de injusticia, que hicieron que el 21 de abril de 1904, San Javier protagonizara en sus calles una Rebelión de la Nación Mocoví de la provincia de Santa Fe. Este hecho cambió la fisonomía del pueblo: muchos mocovíes fueron muertos y el resto perseguidos y reprimidos violentamente luego de la rebelión.
A partir de 1913, tras muchos años de aislamiento, el pueblo logra ampliar sus vías de comunicación con el resto de la provincia. En ese año, se comenzó su integración a la red ferroviaria, siendo punta de rieles de un ramal del
Ferrocarril Central Norte Argentino, que partía de la localidad de Naré, Departamento San Justo, desprendiéndose de la línea Santa Fe - La Quiaca. Su habilitación al servicio público se concretó varios años después: el 15 de
septiembre de 1924.
En 1979 San Javier fue declarada ciudad, por decreto del 21 de noviembre de 1979. Como su historia corría a la par de los acontecimientos en América también es de destacar las distintas corrientes católicas cristianas que allí interactuaron,
jesuitas, mercedarios y franciscanos, y que hasta el día de hoy se notan en las festividades de los santos patronos, encabezado por (San Francisco Javier). La recuperación de la historia de San Javier está plasmada en las obras como Hacia allá y para acá del padre misionero Florián Paucke, El Segundo Centenario del Pbro. Mariano Orús, Historia de las Capillas y Templo San
Francisco Javier Pbro. Eladio Lovato, Historia sagrada del pueblo qom en el país chaqueño de Flavio Dalostto.

## Naturaleza, Ecoturismo y Aventura
San Javier se encuentra en la ecorregión del Espinal, un ambiente con montes bajos, sabanas, pastizales y humedales. Los ambientes naturales que aún existen en la región se encuentran en un estado de conservación muy bueno. Hacia el este, se localiza la ecorregión de Delta e Islas del Paraná.
San Javier fue declarado AICA (Áreas Importantes para la Conservación de las Aves) SAF07-por BIRLIFE INTERNATIONAL. El AICA abarca los departamentos de San Javier y Helvecia, cubriendo una superficie aproximada de 355.000 ha (https://www.avesargentinas.org.ar/aica).
Este sitio alberga una parte importante de la población invernal del charlatán (Dolichonyx oryzivorus). También en la zona, sobre los pastizales en el borde de la carretera y en pajonales se han registrado capuchinos de varias especies del género Sporophila, incluyendo al capuchino castaño (S. hypochroma) que se considera amenazada. 
También se ha registrado la presencia del ñandú (Rhea americana). 
La zona alberga una notable diversidad de aves acuáticas, incluyendo a más de 10 especies de aves playeras neárticas, como el playerito pectoral (Calidris melanotos), el pitotoy chico (Tringa flavipes) y el chorlo pampa (Pluvialis dominica). Otras especies de particular interés son el playerito canela (Tryngites subruficollis) y el batitú (Bartramia longicauda). Se detectaron además, en las arroceras, un número importante de especies e individuos de garzas y de gallaretas y pollonas (10 especies de rálidos) (http://www.alianzadelpastizal.org/noticia/se-presento-la-guia-de-aves-de-san-javier-santa-fe-y-alrededores/ Archivado el 16 de enero de 2020 en Wayback Machine.). 
La ciudad también cuenta con una reserva natural. La Reserva Natural Urbana “Isla La Rinconada”, fue creada por Ordenanza Municipal n°023 en diciembre de 2017. El área natural cuenta con una superficie de alrededor de 644 has, y se encuentra ubicada en la planicie aluvial del río Paraná, frente al balneario municipal la ciudad de San Javier. 
Sus paisajes corresponden a los de la ecorregión de Delta e Islas del Paraná, y se encuentran dominados por los ciclos de crecientes y bajantes del río. En la reserva se encuentra un mosaico complejo de hábitats que va desde lagunas internas, montes bajos y pastizales abiertos hasta hermosos arenales. Estos ambientes poseen una enorme biodiversidad. Para conocerla, se proponen senderos auto guiados muy interesantes (http://www.sanjavier.gob.ar/reserva.php).
La pesca deportiva es una actividad también con incipiente desarrollo. Sus guías están en continua formación para prestar un servicio de calidad, que cumpla con las expectativas de los pescadores más exigentes.  

## Cabañas y Gastronomía
El turismo es una de las actividades que más crecimiento ha desarrollado en estos últimos años. Se ha incrementado el número de prestadores turísticos en la zona, y se ha diversificado la oferta de servicios. Existen muy buenos complejos de cabañas, hoteles y campings para hospedar a una gran cantidad de personas, tanto dentro de la localidad, como a lo largo de la ribera del río San Javier (https://www.ellitoral.com/index.php/diarios/2017/05/21/regionales/REGI-03.html). 
La oferta gastronómica de la ciudad es rica y de calidad. El turista puede encontrar bares y comedores con una amplia oferta, en la que se destaca el pescado como plato regional. Sabrosas empanadas, paellas y parrilladas se pueden degustar también en la ciudad.
La ciudad apunta a recibir turismo familiar, que disfrute del contacto con la naturaleza, de la tranquilidad de la región, del río, de la playa y las actividades al aire libre. Durante estos últimos años el turismo de observación de aves ha comenzado a tomar relevancia a nivel regional y nacional. En la localidad se puede contactar con guías que acompañan los circuitos guiados para observar a las especies de aves amenazadas o migratorias.

## Museo Histórico
El Museo resguarda en diferentes salas, alfarería precolombina y mocoví hallada en la zona, láminas y fotos con la obra del misionero Florián Paucke (quien trabajó con los mocovíes y retrató sus costumbres y la flora y fauna de la región), elementos de la época mercedaria (tales como imágenes sacras y constructivos de la iglesia de dicha época) y elementos de la época franciscana. (https://isp15greca.wixsite.com/mv-sanjavier)
Como complemento a la visita, se pueden recorrer las excavaciones que dejan a la vista los cimientos de construcciones que señalan el paso de las diferentes órdenes religiosas en el lugar. 
Finalmente, se puede conocer la Iglesia: imponente construcción considerada Monumento Histórico de la Provincia y declarada Santuario en el año 2015. Consta de tres naves y guarda en su interior la imagen del Santo Patrono, una obra de arte de gran devoción popular, tallada en madera sólida por manos mocovíes.
(http://www.sanjavierenreflejos.com.ar/?p=17833)

## Producción de arroz con enfoque agroecológico
En la región se produce arroz con enfoque agroecológico, a través de un sistema de producción alternativo, sin uso de agroquímicos y a pequeña escala, sustentable ambiental y socialmente (http://sedici.unlp.edu.ar/handle/10915/52228) (https://www.ellitoral.com/index.php/diarios/2017/12/30/laregion/REG-15.html).

## Centro Piscícola
La ciudad cuenta con un Centro Piloto de reproducción, cría y engorde de Pacú (piaractus mesopotamicus). En la Granja Piscícola se han construidos 11 estanques y se lleva a cabo la producción y fecundación de ovas, cría, y alimentación de algunas especies de peces características del rio Paraná. 
A comienzos de primavera los juveniles (individuos con más de 50 gramos) son sembrados en jaulas flotantes en el río, hasta ser faenados (con 1 kg aproximadamente) en el mes de abril. Durante este periodo las jaulas pueden ser observadas desde la costa (https://www.santafe.gov.ar/index.php/web/content/view/full/192879/(subtema)/112064).

## Santos Patronos
Existen dos patronos derivadas de las distintas fuentes religiosas que acompañaron al nacimiento de la ciudad de San Javier, pero estos dos son los que marcaron un hito en la población tanto aborigen como los llamados "colonos".
- San Francisco Javier – Festividad: 3 de diciembre
- Nuestra Señora de La Merced – Festividad: 24 de septiembre

## Localidades y Parajes

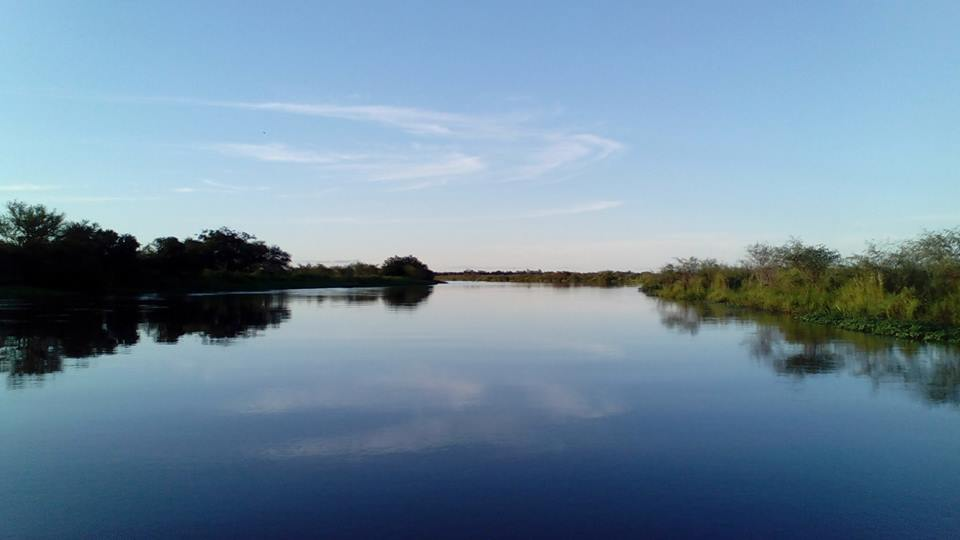
Vista del río en las cercanías de Colonia Francesa.

- San Javier 16,449 habitantes (Indec, 2010)
- Parajes
  - Colonia La Criolla
  - Colonia California
  - Colonia Francesa
  - Colonia Galense
  - Colonia Indígena
  - Colonia San Antonio
  - Colonia San Ignacio
  - Colonia San José
  - Colonia Santa Teresa
  - km 143
  - Paraje Tiro Federal

## Creación Administrativa
- Comuna: 25 de mayo de 1884
- Municipio: 3 de diciembre de 1979

## Festividades
- Fiesta del Balneario: 2º quincena de enero
- Fiesta del Balneario y Maratón de Aguas Abiertas Río San Javier: 2º quincena de enero
- Aniversario Fundación de la Ciudad: 4 de julio
- Fiesta Provincial de la Juventud: 2º quincena de septiembre
- Festival de la Tradición: 10 de noviembre
- Santo Patrono San Francisco Javier: 3 de diciembre

## Parroquias de la Iglesia católica en San Javier
| Arquidiócesis | Santa Fe de la Vera Cruz |
| ------------- | ------------------------ |
| Santuario     | San Francisco Javier     |